# Excel Esports
Excel Esports – była zawodowa drużyna e-sportowa, z siedzibą w Londynie, w Wielkiej Brytanii. Składała się z sekcji rywalizujących w League of Legends, Fortnite i Valorant. Organizacja została założona w grudniu 2014 roku przez braci Joela i Kierana Holmes-Darby. W styczniu 2019 r. ogłosiła, że będzie miała obiekt treningowy na stadionie Twickenham. 14 grudnia 2023 r. Excel poinformowało o fuzji z hiszpańską organizacją Giants, tworząc GiantX.

## League of Legends

### Excel Esports
Na przestrzeni lat 2014–2017 drużyna zmagała się w amatorskich oraz pół-profesjonalnych turniejach e-sportowych. W listopadzie Excel wygrało jesienne zmagania ESL UK, przyciągając partnerów m.in. Guinevere Capital’s czy JRJ Group oraz kwalifikując się do wiosennych rozgrywek nowo powstałego European Masters. Na turnieju dotarli do ćwierćfinału, gdzie przegrali 0:2 z niemiecką organizacją GamersOrigin. Do letniego turnieju nie dostali się.
20 listopada 2018 roku Riot Games ogłosiło drużynę Excel jednym z dziesięciu partnerów franczyzowej ligi LEC.
W sezonie wiosennym 2019, Excel Esports w składzie Ki „Expect” Dae-han, Marc Robert „Caedrel” Lamont, Fabian „Exile” Schubert, Jesper „Jeskla” Klarin Strömberg oraz Raymond „kaSing” Tsang, zajęło dziewiąte miejsce w sezonie regularnym z wynikiem 5-13. W sezonie letnim w odświeżonym o środkowego – Son „Mickey” Young-min oraz wspierającego Patryka „Mystiques” Piórkowskiego składzie, drużyna zajęła ostatnie dziesiąte miejsce z wynikiem 4-14.
W styczniu pomiędzy Excel, a Misfits Gaming został rozegrany mecz towarzyski organizowany przez firmę Neosurf. Wygrała drużyna gospodarzy – Excel. W sezonie wiosennym 2020, skład z nową parą na dolnej alei (Patrik „Patrik” Jírů oraz Tore „Tore” Hoel Eilertsen) zajął siódme miejsce z wynikiem 7-11, nie uzyskując kwalifikacji do fazy pucharowej. W sezonie letnim Expecta, zastąpił Felix „Kryze” Hellström. Drużyna osiągnęła ten sam wynik co FC Schalke 04 Esports, tj. 8-10. Jednakże to Schalke dostało się do fazy pucharowej, tym samym osadzając Excel na miejscu siódmym.
W sezonie wiosennym 2021, skład zmieniony o leśnika Daniela „Dan” Hockleya oraz środkowego Pawła „Czekolada” Szczepanika, zajął ósme miejsce z wynikiem 7-11. W okresie transferowym Czekolada zastąpił Erlend Våtevik „Nukeduck” Holm, a Tore Petr „denyk” Haramach. Od czwartego tygodnia rozgrywek LEC, Dana i denyka zastąpili Markoon oraz Advienne. Dzięki zmianom w drużynie, Excel walczyło o ostatnie miejsce w fazie pucharowej, ostatecznie jednak zajęli siódme miejsce.
Wiosenny sezon 2022, drużyna exceL Esports rozpoczęła w składzie: Finn „Finn” Wiestål, Mark „Markoon” van Woensel, Erlend „Nukeduck” Holm, Patrik „Patrik” Jírů oraz Henk „Advienne” Reijeng. Na przełomie stycznia i lutego na miejsce wspierającego sprowadzono zawodnika rezerwowego G2 Esports – Mihael „Mikyx” Mehle. W sezonie regularnym zajęli piąte miejsce z wynikiem 9-9, po raz pierwszy w historii organizacji uzyskując kwalifikację do fazy pucharowej. Opuścili ją także po pierwszym meczu, przegrywając spotkanie z Team Vitality wynikiem 2-3. Sezon letni po raz kolejny zmusił zawodników Excel do walki o fazę pucharową i po raz drugi z rzędu udało im to osiągnąć po wygranej dogrywcę z Team Vitality. Po wygranych pierwszych dwóch mapach przeciwko Fnatic, przegrali następne trzy ostatecznie żegnając się fazą pucharową i kończąc ją na szóstym miejscu.
W 2023 zespół został przebudowany dookoła strzelca „Patrika”: pozycję górnego objął Andrei „Odoamne” Pascu, leśnika Andrei „Xerxe” Dragomir, środkowego Vincent „Vetheo” Berrié i wspierającego Raphaël „Targamas” Crabbé. Felix „Abbedagge” Braun został rezerwowym środkowym. Po zajęciu ostatniego dziesiątego miejsca w zimowym sezonie zasadnicznym, na pozycji wspierającego Targamasa zastąpił Dino „LIMIT” Tot. Oprócz tego nowym głównym trenerem został Jonas „Hidon” Vraa, zmieniając Joeya „YoungBuck” Steltenpoola. W trakcie wiosennego sezonu zasadniczego Abbedagge zajął miejsce Vetheo w głównym składzie, a drugim trenerem został Christophe „Kaas” van Oudheusden. Zmiany nie przyniosły oczekiwanych zmian, ponieważ drużyna powtórzyła zimowy rezultat. W letni sezonie zasadniczym Xerxego zastąpił finalista EMEA Masters Lee „Peach” Min-gyu (이민규). Wzmocniona drużyna przeszła przez zarówno przez sezon zasadniczy z wynikiem 5-4 oraz fazę grupową pokonując w meczu kwalifikacyjnym SK Gaming, awansując do fazy pucharowej sezonu. W finale przegrali 0-3 z G2 Esports. Dzięki zajętemu wysokiemu miejscu, zdobyli wystarczająco dużo punktów mistrzowskich, aby zakwalifikować się do turnieju finałowego sezonu. Po przegranej z wynikiem 0-3 w górnej drabince z MAD Lions, drużyna spadła do dolnej drabinki. Tam przegrała serię z Fnatic o ostatnie miejsce kwalifikujące na Mistrzostwa Świata 2023 w Korei. Większość zawodników Excel zostało w drużynie pod szyldem nowej organizacji, jedynie miejsca Vetheo oraz Targamasa zajęli Adam „Jackies” Jeřábek oraz Lee „IgNar” Dong-geun.

### JD|XL
12 grudnia 2018 Excel potwierdziło, że drużyna akademii, pod nazwą exceL UK będzie zmagała się w rozgrywkach ligi brytyjskiej LVP UK, późniejszego UK League Championship. W sezonie wiosennym 2019 roku, drużyna akademii nie otrzymała kwalifikacji do wiosennego turnieju EU Masters. W sezonie letnim drużyna akademii przegrała w fazie pucharowej turnieju brytyjskiego, uzyskując jednak kwalifikacje do fazy wstępnej EU Masters. Na turnieju weszli do fazy grupowej, a następnie przegrali w ćwierćfinale z niemiecką drużyną mousesports. W styczniu sponsorem drużyny akademii zostało BT Group, zmieniając nazwę na BT Excel.
W sezonie wiosennym 2020 drużyna akademii zajęła pierwsze miejsce w sezonie regularnym UKLC, przegrywając jednak w fazie pucharowej 2:3 z Fnatic Rising. W wiosennym turneju EU Masters odpadli w ćwierćfinale przegrywając z francuską drużyną LDCL OL. W wyniku niewystarczająco dobrych wyników, turniej UKLC stał się drugą ligą podporządkowaną pod Northern League of Legends Championship (NLC). W sezonie letnim drużyna zajęła pierwsze miejsce w grupie, a następnie przegrali w półfinale z Riddle Esports, nie uzyskując kwalifikacji na EU Masters.
W sezonie wiosennym 2021 BT Excel wygrała fazę pucharową 3:0 nad Fnatic Rising, zyskując tytuł Mistrza Północnej Europy oraz kwalifikację na EU Masters. Dostali się do finału gdzie przegrali z francuską drużyną Karmine Corp 1:3. W sezonie letnim odpadli w pierwszej rundzie fazy pucharowej, zajmując 5-6. miejsce.
W styczniu 2022 roku, Excel Esports podpisało umowę z JD Sports, zmieniając nazwę na JD|XL. Po zakończeniu sezonu regularnego na trzecim miejscu, przegrali pierwszy mecz w fazie pucharowej przeciwko Riddle Esports. W sezonie letnim zajęli drugie miejsce w sezonie, a w fazie pucharowej zajęli trzecie miejsce. Dzięki temu drużyna uzyskała kwalifikacje do fazy wstępnej EU Masters, gdzie w grupie A z wynikiem 2-4 nie wywalczyli awansu do fazy głównej. 20 października 2022 roku dyrektor operacyjny Excel Esports Tim Reichert poinformował o rozwiązaniu drużyny akademii i gotowości sprzedaży miejsca w lidze NLC. Trzy tygodnie później poinformowano, że miejsce JD|XL zajmie organizacja Verdant.

### Wyniki
- Excel Esports
  - 1. miejsce – Neosurf Cup 2020
  - 1. miejsce – ESL Premiership 2017 Autumn Finals
  - 5-8. miejsce – EU Masters Spring 2018
  - 6. miejsce – LEC 2022 Spring Playoffs, LEC 2022 Summer Playoffs
  - 7. miejsce – LEC 2020 Spring, LEC 2020 Summer
  - 8. miejsce – LEC 2021 Spring
  - 9. miejsce – LEC 2019 Spring
  - 10. miejsce – LEC 2019 Summer
- BT Excel/Excel UK/JD|XL
  - 1. miejsce – NLC 2021 Spring Playoffs
  - 2. miejsce – UKLC 2019 Summer Playoffs, UKLC 2020 Spring Playoffs, NLC 2022 Summer,
  - 3. miejsce – NLC 2020 Summer Playoffs, NLC 2022 Summer Playoffs
  - 3-4. miejsce – UKLC 2019 Spring Playoffs
  - 2. miejsce – EU Masters Spring 2021
  - 5-6. miejsce – NLC 2021 Summer, NLC 2022 Spring
  - 5-8. miejsce – EU Masters Summer 2019

## Fortnite
Aktualny skład:
| Kraj            | Nick    | Imię i nazwisko |
| --------------- | ------- | --------------- |
| Wielka Brytania | Wolfiez | Jaden Ashman    |

## Valorant
Aktualny skład:
| Kraj            | Nick     | Imię i nazwisko |
| --------------- | -------- | --------------- |
| Belgia          | DavidP   | David Prins     |
| Algieria        | B1GGY    | Morgan Madour   |
| Wielka Brytania | Honeybee | Marc Begley     |
| Francja         | Happy    | Vincent Cervoni |
| Szwecja         | Ale      | Alend Khalaf    |